# Cot Meurak Baroh
Cot Meurak Baroh is een bestuurslaag in het regentschap Bireuen van de provincie Atjeh, Indonesië. Cot Meurak Baroh telt 473 inwoners (volkstelling 2010).